# 존 슐레진저
존 슐레진저(John Schlesinger, CBE, 1926년 2월 16일 ~ 2003년 7월 25일)는 영국의 영화 감독, 배우이다.
《사랑의 유형》으로 1962년 베를린 국제 영화제에서 황금곰상을 받았으며, 《미드나잇 카우보이》로 1969년 아카데미 감독상과 BAFTA 감독상을, 1971년에는 《사랑의 여로》로 BAFTA 감독상을 받았다.

## 작품 목록

### 영화 연출
| 연도 | 제목                     | 연출      | 각본            | 제작            |
| ---- | ------------------------ | --------- | --------------- | --------------- |
| 1952 | The Starfish             | 공동 연출 | 예              | 크레디트 미기재 |
| 1962 | 사랑의 유형              | 예        | 아니요          | 아니요          |
| 1963 | 거짓말쟁이 빌리          | 예        | 아니요          | 아니요          |
| 1965 | 달링                     | 예        | 원안            | 아니요          |
| 1967 | 성난 군중으로부터 멀리   | 예        | 아니요          | 아니요          |
| 1969 | 미드나잇 카우보이        | 예        | 아니요          | 아니요          |
| 1971 | 사랑의 여로              | 예        | 크레디트 미기재 | 아니요          |
| 1975 | 부서진 세월              | 예        | 아니요          | 아니요          |
| 1976 | 마라톤 맨                | 예        | 아니요          | 아니요          |
| 1979 | 전장의 우정              | 예        | 아니요          | 아니요          |
| 1981 | 홍키 통키 프리웨이(영어) | 예        | 아니요          | 아니요          |
| 1985 | 위험한 장난              | 예        | 아니요          | 예              |
| 1987 | 빌리버스                 | 예        | 아니요          | 예              |
| 1988 | 마담 소사츠카(영어)      | 예        | 예              | 아니요          |
| 1990 | 퍼시픽 하이츠            | 예        | 아니요          | 아니요          |
| 1993 | 이노센트                 | 예        | 아니요          | 아니요          |
| 1996 | 아이 포 아이             | 예        | 아니요          | 아니요          |
| 2000 | 넥스트 베스트 씽         | 예        | 아니요          | 아니요          |

## 서훈
- 1970년 대영 제국 훈장 3등급(CBE) 수훈[1]